# Chiesa di San Giorgio in Montefalcone
La chiesa di San Giorgio in Montefalcone è un luogo di culto cattolico a Pavia. Vi si officia secondo il rito bizantino.

## Storia
Sorge sul luogo di una preesistente chiesa che secondo un cronista dell'epoca, Padre Romoaldo, fu fatta erigere dal re longobardo Cuniperto come offerta dopo una vittoria contro il duca di Brescia Alachis nel 691.
Ricostruita nel XII secolo è posta su un punto rialzato denominato Montefalcone, esterno alle mura romane di Pavia, da dove si poteva dominare il Ticino. Dedicata ad un santo guerriero ha l'aspetto di un piccolo fortilizio e ospita un antico ossario. Nel 1554 la chiesa fu rimodellata in stile manierista, mentre nel Settecento l'interno fu arricchito da stucchi barocchi che mutarono profondamente la fisionomia dell'edificio. Nel 1576 la parrocchia contava 290 anime da comunione e la chiesa era officiata da due canonici e due cappellani. 
Nel 1769 il numero dei parrocchiani salì a 686, seguiti da sette sacerdoti.
Nel 1788 la parrocchia di San Giorgio in Montefalcone fu soppressa ed unita alla parrocchia di San Teodoro nell'ambito di un piano di riduzione delle parrocchie cittadine. 
È oggi utilizzata per la celebrazione del rito greco-bizantino.

## Descrizione
Sulla facciata si addossa un portico coperto da una volta a crociera. Vi si accede da una scalinata ai piedi della quale si affaccia una cappella ossario a vista. La chiesa ha una pianta a tre navate di tre campate ciascuna, coperte da volte a crociera, mentre l'abside è rettangolare.
Il campanile si trova sul lato settentrionale della chiesa e risale al XII secolo. La costruzione è in muratura di mattoni intonacata, sulla quale si vedono aperture a bifora tamponate con mattoni a vista. Il tetto è a padiglione ricoperto da coppi di laterizio.
Il lato sud è occupato dalla casa parrocchiale. L'intero complesso è circondato da un muro in mattoni a vista che racchiude un piccolo giardino.